# Победа (кинотеатр, Москва)
«Побе́да» — московский кинотеатр, расположенный на улице Абельмановская, дом 17а. Открыт в 1957 году.

## Месторасположение
Кинотеатр «Победа» расположен в Центральном Административном Округе г. Москвы, в 1,5 км от Таганской площади на Абельмановской улице.

## История

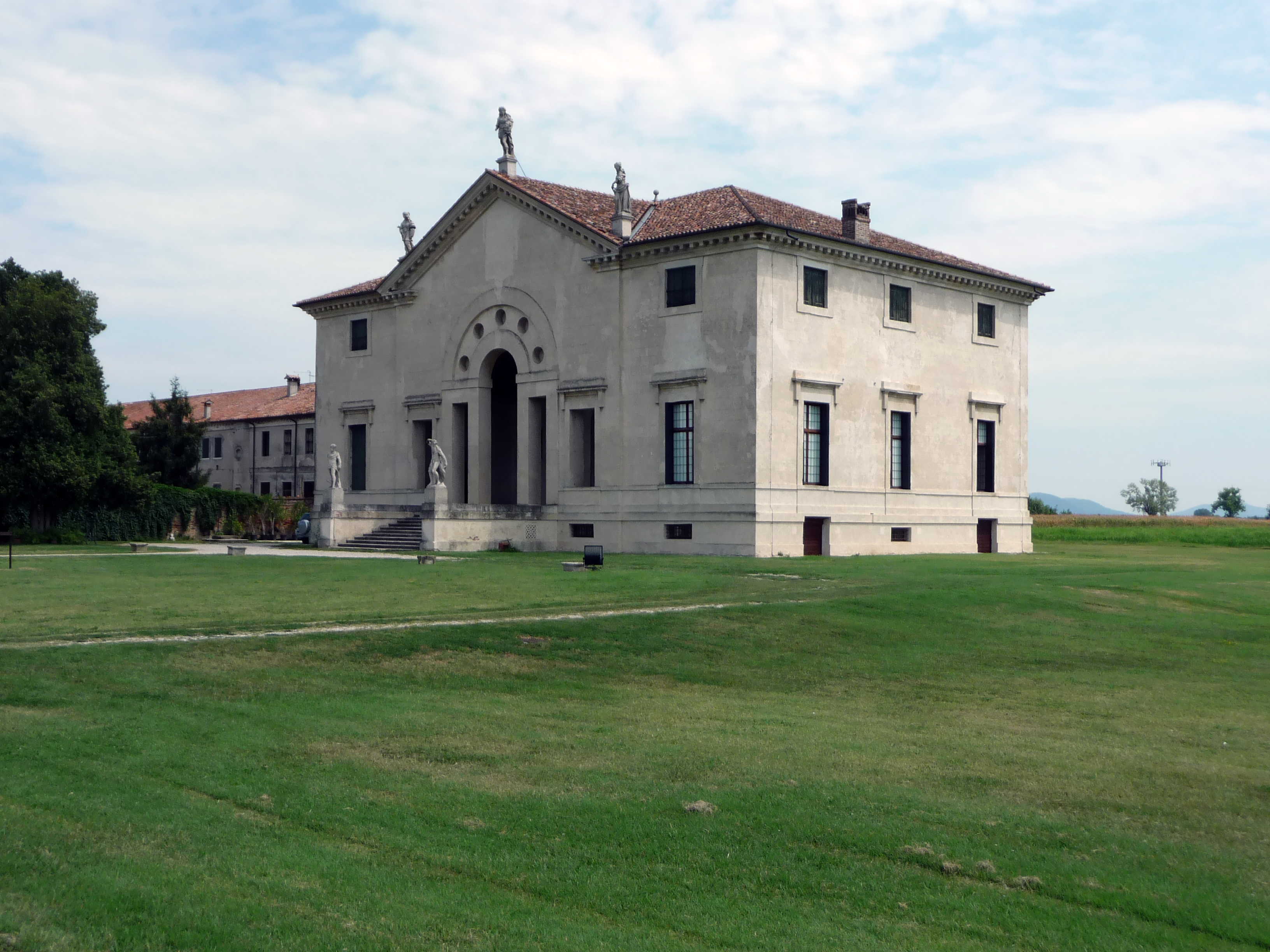
Вилла в городе Пояна-Маджоре, считающаяся домом взятым за основу проекта

Кинотеатр «Победа» построен в 1957 году по типовому проекту заслуженного архитектора СССР, лауреата Сталинской премии Ивана Жолтовского (по тому же проекту в Москве построен другой кинотеатр — «Слава»). Кинотеатр представляет собой отдельно стоящее здание прямоугольной формы, с колоннами по фасаду. В основу проекта взят дворец из г. Виченца архитектора Палладио XVI века. Первоначально кинотеатр располагал 2 залами по 420 мест. В кассовом и зрительском фойе располагались массивные кованые люстры и лепнина. В подвале кинотеатра находился тир.
В июне 2000 года кинотеатр «Победа» закрылся на ремонт. 1 ноября 2000 года открылись два кинозала — «Красный» и «Синий».
С 2014 года в здании кинотеатра «Победа» расположился театр марионеток. Синий зал отдан театру марионеток, а красный зал — собственно кинотеатру.

## Интерьеры
Дизайн интерьера был разработан Павлом Каплевичем.
Дизайнерские работы были произведены театрально-производственными мастерскими под руководством Леонида Керпека.
Настенная живопись выполнена под руководством Павла Пархоменко и Алексея Шаболдаева. Реставрация оригинальных люстр выполнена в центре художественной реставрации г. Москвы.